# Zonder titel (Herbert Nouwens)
In de Lepelkruisstraat in Amsterdam-Centrum staat op een muurtje een titelloos beeld van Herbert Nouwens.

## Achtergrond
De Lepelkruisstraat was bij inrichting van dit wijkje een dwarsstraat van de Lepelstraat die parallel aan en tussen de Nieuwe Prinsengracht en Nieuwe Achtergracht liep. Die Lepelstraat werd later opgeknipt in stukjes vanwege de verbreding van en bebouwing aan de Weesperstraat. De Lepelstraat verloor daardoor haar oostelijk gedeelte tussen Weesperstraat en Roetersstraat. Omdat er dus eigenlijk geen kruispunt meer was, kon aan de  oostelijke kant van de Lepelkruisstraat bebouwing neergezet worden. Er moest tussen Nieuwe Prinsengracht 64 en Lepelkruislaan 1 een pad vrijgehouden worden, dat afgesloten werd/wordt door een muur en deur. 

## Beeld
Woningbouwbedrijf Lieven de Key wilde de open ruimte boven de muur toch opgevuld zien worden en vroeg aan kunstenaar Herbert Nouwens om een kunstwerk in de openbare ruimte. Hij kwam met een stalen constructie, dat de ruimte opvult, maar grotendeels bestaat uit lucht; het is als ware een gevelbeeld zonder gevel. Binnen een raamwerk op het muurtje en aan de nieuwbouw is een driedimensionaal samenstel van balken te zien. Die balken gaan elke richting op, net alsof hier een bouwwerk tijdens een instorting is stilgezet. De Key omschrijft het andersom; het wacht op terugkerende bouwvakkers; anderen zagen een teken van (wijk)sanering. De bovenkant van het raamwerk sluit aan op de daklijst van de nieuwbouw.   
Nouwens maakte de stellage in zijn atelier op het ADM-terrein, waar hij grote installaties kon maken omdat daar een loopkat aanwezig was. Hij werkte er met uitzondering aan nieuw materiaal; zijn kunstwerken zijn meestal van recycled/recyclebaar materiaal. Nouwens maakte het gevaarte iets kleiner dan opgemeten. Er was het uitdrukkelijke verbod dat het contact zou maken met Nieuwe Prinsengracht 64, dat een gemeentelijk monument is. Er aan monteren kon dus ook niet. Het is dermate groot dat transport per vrachtauto niet mogelijk was; het moest per schip naar een aanlegplaats nabij Koninklijk Theater Carré aan de Amstel verplaatst worden en vervolgens op een dieplader met hijskraan. Hij had de montage wel willen filmen, maar de mobiele telefonie was nog niet zover.

## Raamwerken
Meer gestructureerde raamwerken dan deze kan men verspreid over het centrum van Amsterdam regelmatig tegenkomen. Ze worden dan gebruikt bij sloop van een tussenliggend pand, waarbij er dreigt dat de belendende gebouwen door zijdruk instorten. 